# Alp (kommun)
Alp är en kommun i Spanien.   Den ligger i provinsen Província de Girona och regionen Katalonien, i den nordöstra delen av landet, 500 km öster om huvudstaden Madrid. Antalet invånare är 1 745. Arean är 44 kvadratkilometer. Alp gränsar till Das, Fontanals de Cerdanya, Puigcerdà, Toses, Castellar de n'Hug, Bagà och Palau-de-Cerdagne. 
Terrängen i Alp är huvudsakligen kuperad, men västerut är den bergig.